# Lac Écarté (Shawinigan)
Pour les articles homonymes, voir Lac Écarté.
Le lac Écarté coule dans le territoire de la ville de Shawinigan (secteur Lac-des-Cinq), dans le parc national de la Mauricie, en Mauricie, au Québec, au Canada.

## Géographie
Compris dans le secteur du Lac-des-Cinq dans la ville de Shawinigan et dans le parc national de la Mauricie, les rives du lac Écarté sont situées à 4,25 km au nord-est du lac Wapizagonke, à 2,9 km à l'ouest du lac Édouard et à quatre kilomètres au sud de la baie sud-est du lac Dauphinais. Le lac Écarté comporte une longueur de 3,2 km dans l'axe sud-ouest vers le nord-est. Sa largeur maximale est de 1,4 km dans le sens est-ouest.
Les trois principales sources d'approvisionnement en eaux du lac Écarté sont :
- côté nord : le lac Adolphe (0,7 km de long) dont la décharge de 230 m coule vers le sud-est pour se déverser dans le lac en Cœur. Épousant la forme d'un cœur (ou d'un cygne dont la tête est située à l'Est et la queue au nord-ouest), l'embouchure du lac en Cœur est situé au sud. À partir de la pointe sud du lac, la partie ouest du cœur mesure 1,1 km de long et celle de l'Est, 1,3 km. Puis l'eau descend sur 0,43 km vers le sud pour atteindre la partie nord du lac Écarté ;
- côté nord-ouest : le lac Arthur (0,35 km de long) dont la décharge de 0,5 km coule vers l'Est vers le lac Formont (0,9 km de long) ;
- côté ouest : le lac Arsène (long de 440 m.) dont la décharge de 0,64 km descend vers le sud-est jusqu'au lac Écarté ;

L'embouchure du lac Écarté est située au fond de la longue baie au nord-est. La décharge du lac dévale vers l'est, sur 2,6 km pour se déverser dans le lac Étienne (long de 0,53 km). Les eaux de ce dernier lac se déchargent vers le sud-est pour couler sur 400 m jusqu'au lac Édouard (long de 3,75 km dans le sens nord-sud).
La route panoramique principale à l'intérieur du parc national de la Mauricie (reliant les postes d’accueil de Saint-Mathieu et de Saint-Jean-des-Piles) ceinture la moitié sud du lac Écarté. Ce lac comporte sept baies importantes dont la plus profonde, située au nord-est, mesure 1 km de longueur. Il comporte aussi deux petites îles. Quelques sommets de montagnes des alentours du lac dépassent 400 m.

## Toponymie
Selon la Banque des noms de lieux de la commission de toponymie du Québec, 23 toponymes québécois utilisent le mot Écarté. Ces toponymes peuvent comporter respectivement plusieurs sens. Le sous-bassin versant du lac Écarté est isolé géographiquement entre deux bassins versants qui forment deux longues vallées (dans le sens nord-sud) :
- la vallée du lac Wapizagonke (situé à l'ouest) et
- la vallée (située à l'est) formée par une chaine de lacs (en ordre, du nord au sud) : Dauphinais, Giron, Soumire, Étienne, Édouard, Marie et Parker. Le sous-bassin versant du lac Écarté appartient à la vallée du côté Est. En somme, il faut s'écarter de cette vallée pour atteindre le lac Écarté.

Le toponyme lac Écarté a été inscrit le 5 décembre 1968 à la Banque des noms de lieux de la commission de toponymie du Québec.